# Lights Out
Lights Out — другий студійний альбом англійської групи Antimatter, який був випущений 24 червня 2003 року.

## Композиції
1. Lights Out - 4:05
2. Everything You Know Is Wrong - 4:03
3. The Art of a Soft Landing - 4:29
4. Expire - 7:59
5. In Stone - 7:49
6. Reality Clash - 7:45
7. Dream - 5:54
8. Terminal - 7:43

## Склад
- Дункан Паттерсон - бас-гітара, акустична гітара, електрогітара, клавішні
- Майкл Мосс - бас-гітара, акустична гітара, електрогітара, клавішні, вокал
- Мішель Річфілд - вокал
- Хейлі Віндсор - вокал
- Джеймі Кавана - перкусія